# Parfümindustrie
Als Parfümindustrie wird ein Wirtschaftszweig bezeichnet, der sich mit der Herstellung von duftenden konzentrierten Flüssigkeiten, Parfüms beschäftigt. Mit Duft bezeichnet man dabei ein Aroma, das über den Geruchssinn wahrgenommen wird (Olfaktorische Wahrnehmung).
Die europäische Parfümindustrie hat ihren Ursprung im französischen Grasse. Bis ins 19. Jahrhundert bildeten Frankreich und Spanien den Schwerpunkt dieser Industrie, weil dort die notwendigen Rohstoffe wuchsen. Das Zentrum der Industrie liegt heute noch in Grasse.
Mit dem Aufkommen der organischen Chemie konnten Duftstoffe jedoch mehr und mehr synthetisch hergestellt werden. Dadurch hat vor allem Deutschland starke Anteile gewonnen.

## Pionier der deutschen Duftstoffindustrie
Als Wiege der deutschen Duftstoffindustrie gilt die 1829 in Leipzig gegründete Firma Spahn & Büttner, die später unter dem Namen Schimmel & Co. bekannt wurde. Die Gründer, der Apotheker Gottlob Eduard Büttner und der Drogist Ernst Ludwig Spahn, etablierten zunächst ein Handelshaus für Arzneidrogen. Nach dem Ausscheiden der Gründer übernahmen die Brüder Schimmel das Unternehmen und benannten es in Schimmel & Co. um.
Im Jahr 1879 eröffnete Schimmel & Co. als erstes deutsches Unternehmen der Branche ein eigenes Entwicklungslabor zur Herstellung ätherischer Öle. Bedeutende Wissenschaftler wie Carl Freiherr von Rechenberg, Eduard Gildemeister und Heinrich Walbaum trugen maßgeblich zur Forschung und Entwicklung im Bereich der ätherischen Öle bei.

## Weiteres
Die bekanntesten heutigen Vertreter sind Chanel und Yves Saint Laurent. Obwohl der weltweite Schwerpunkt noch immer in Frankreich liegt, steigt auch hier zunehmend der internationale Wettbewerb. So stieg 1989 Procter and Gamble in die Parfüm- und Kosmetikindustrie ein. In England ist Reckitt Benckiser und in Deutschland ist vor allem Henkel, aber auch Faber-Castell und Schwan-Stabilo bei Kosmetikstiften, aktiv.
Die Aromen als Grundstoffe werden meist als natürliche, naturidentische oder synthetische Produkte aus der chemischen Industrie bezogen, es gibt mehrere auf Duft- und Aromastoffherstellung spezialisierte Firmen, von denen das bekannteste deutsche das DAX-gelistete Unternehmen Symrise aus Holzminden ist.
Die Parfümindustrie bringt jedes Jahr etwa 100 bis 200 neue Düfte auf den Markt. Fast alle verschwinden jedoch nach wenigen Monaten wieder. Erhältlich sind derzeit etwa 1100 verschiedene Düfte.